# Jonas Nay
Jonas Nay (20 de setembre de 1990, Lübeck, Schleswig-Holstein, Alemanya Occidental) és un actor alemany conegut, principalment, pel seu paper a la sèrie Deutschland 83.

## Biografia
Nascut al nord d'alemanya, Jonas Nay va estudiar al Johanneum zu Lübeck, on va desenvolupar el seu interès per les arts musicals i dramàtiques. L'any 2004, i a causa del seu interès en el teatre, Nay va respondre a un anunci al diari que buscaven actors. Gràcies a aquest fet, va aconseguir un paper protagonista en la sèrie infantil alemanya Vier gegen Z al canal NDR, junt amb l'actor de Hollywood Udo Kier, que va interpretar el paper de malvat. En les dues primeres temporades de la sèrie de televisió, Nay va actuar sota el pseudònim Jonas Friedebom, i va encarnar el personatge de Otti Sörensen. En els anys següents, va interpretar papers menors en diverses produccions de televisió en cadenes de televisió alemanyes com ARD i ZDF.
Després de la graduació, va interpretar el paper principal en una sèrie de televisió sobre el drama d'un jove, assetjat pels seus companys de classe que publiquen un vídeo íntim d'ell. La producció va ser guardonada amb el Premi Alemany de Televisió a la millor pel·lícula per a televisió de 2011. Nay mateix va rebre un premi de la televisió alemanya, així com un Premi Grimme-Preis l'any 2012. Aquest treball fou seguit per altres papers principals en pel·lícules de televisió. El 2012, Nay va participar en l'últim capítol de la sèrie de l'investigador d'Hamburg "Cenk Batu", sobre un assassí en sèrie pertorbat que és assassinat per la seva mare. Pel seu paper com el fill d'un esquizofrènic el 2013 a la pel·lícula Hirngespinster, fou guardonat amb el Premi de Baviera el 2013 com a "Millor Artista Revelació".
Posteriorment, Jonas Nay va optar per Zivildienst (similar a la prestació social substitutòria, en comptes del servei militar. En aquest temps, va fundar la banda concertada amb altres estudiants Johanneum, en el qual cantava, tocava la guitarra i el piano, i escrivia les lletres. La banda va treballar en la música per a la pel·lícula de Stephan Rick The Good Neighbour el gener de 2013. El resultat va ser la creació d'una nova banda anomenada aurora boreal."
L'any 2015 obtindria el seu màxim reconeixement en interpretar el personatge de Martin, protagonista de la sèrie Deutchsland 83 on encarnava un jove de la República Democràtica Alemanya que és infiltrat per la Stasi a l'exèrcit de la República Federal d'Alemanya.

## Filmografia
- 2005–06: 4 gegen Z (sèrie de televisió)
- 2007: Die Rettungsflieger (sèrie de televisió)
- 2007: Großstadtrevier (sèrie de televisió)
- 2008: Die Pfefferkörner (sèrie de televisió)
- 2009: krimi.de (Sèrie de televisió)
- 2009: Morgen ist auch noch ein Tag (pel·lícula curta)
- 2011: Notruf Hafenkante (sèrie de televisió)
- 2011: Homevideo (pel·lícula de televisió. El títol vol dir pel·lícula gravada en vídeo per veure a casa)
- 2011: Jorinde & Joringel (pel·lícula de televisió)
- 2012: Tatort: Die Ballade von Cenk und Valerie (Escena de delicte. La balada de Cenk i Valerie)
- 2012: Sechzehneichen (pel·lícula de televisió)
- 2012: Tatort: Todesschütze (Escena de delicte. Home armat)
- 2013: Die Frau von früher (pel·lícula de televisió)
- 2013: Tod an der Ostsee (pel·lícula de televisió)
- 2013: König von Deutschland (Rei d'Alemanya, pel·lícula)
- 2013: Nichts mehr wie vorher (pel·lícula de televisió)
- 2014: Hirngespinster (pel·lícula)
- 2014: Dear Courtney (Estimada Courtney, pel·lícula)
- 2015: Tannbach – Schicksal eines Dorfes (pel·lícula de televisió)
- 2015: Wir sind jung. Wir sind stark. (Som Joves. Som Forts, pel·lícula)
- 2015: Deutschland 83 (sèrie de televisió)[4]
- 2015: Unser letzter Sommer (Letnie przesilenie títol original en polonès, Summer Solstice en anglès) (pel·lícula)
- 2018: Deutschland 86 (sèrie de televisió)
- 2019: Der Club der singenden Metzger (sèrie de televisió coneguda com The Master Butcher en anglès, i El mestre carnisser en català, tot i que el títol original vol dir El club dels carnissers cantaires (es pot veure en versió subtitulada en català a Filmin.cat)[5]
- 2020: Deutschland 89 (sèrie de televisió)
- 2020: El professor de persa (pel·lícula)[6]

## Premis i reconeixements
- 2011: Deutscher Fernsehpreis, premi per Homevideo
- 2012: Grimme-Preis, premi per Homevideo
- 2012: New Faces Award per Homevideo
- 2012: Premi Günter-Strack per Homevideo
- 2014: Bayerischer Filmpreis de 2013 com a millor actor jove per Hirngespinster
- 2016: Deutscher Fernsehpreis com a millor actor per Deutschland 83 i Tannbach[7]